# 1766 na ciência

## Eventos
- Henry Cavendish descobre o hidrogênio como um gás incolor e inodoro que queiba e pode formar uma mistura explosiva com o ar.[1]

## Nascimentos
| Data          | Nome        | Profissão                        | Nacionalidade         | Observações               | Ref   |
| ------------- | ----------- | -------------------------------- | --------------------- | ------------------------- | ----- |
| 6 de setembro | John Dalton | químico, meteorologista e físico | Reino da Grã-Bretanha | m. 1844 Medalha Real 1826 | [ 2 ] |

## Mortes
| Data | Nome | Profissão | Nacionalidade | Observações | Ref |
| ---- | ---- | --------- | ------------- | ----------- | --- |

## Prémios
Medalha Copley
- William Brownrigg [3], Edward Delaval[3] e Henry Cavendish[3]